# Seznam trolejbusových linek v Ostravě

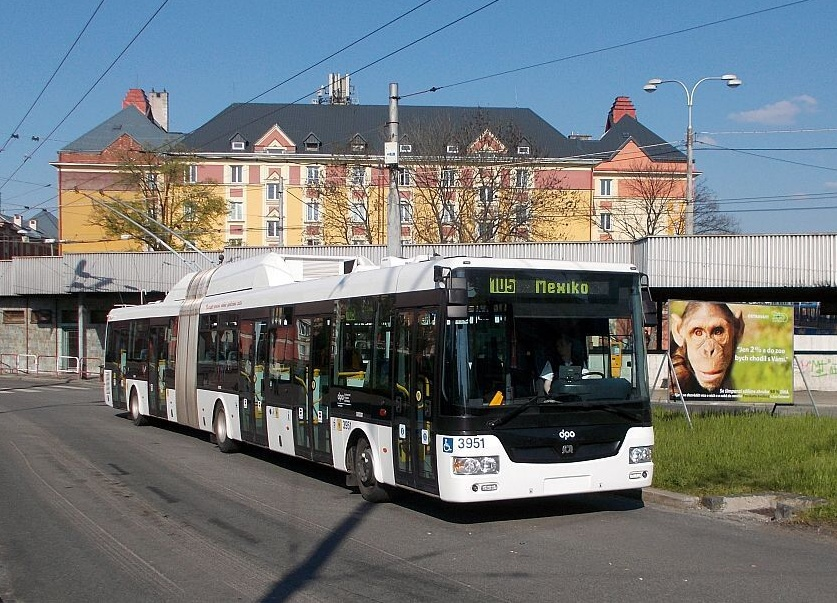
Trolejbus SOR TNB 18 na lince č. 105

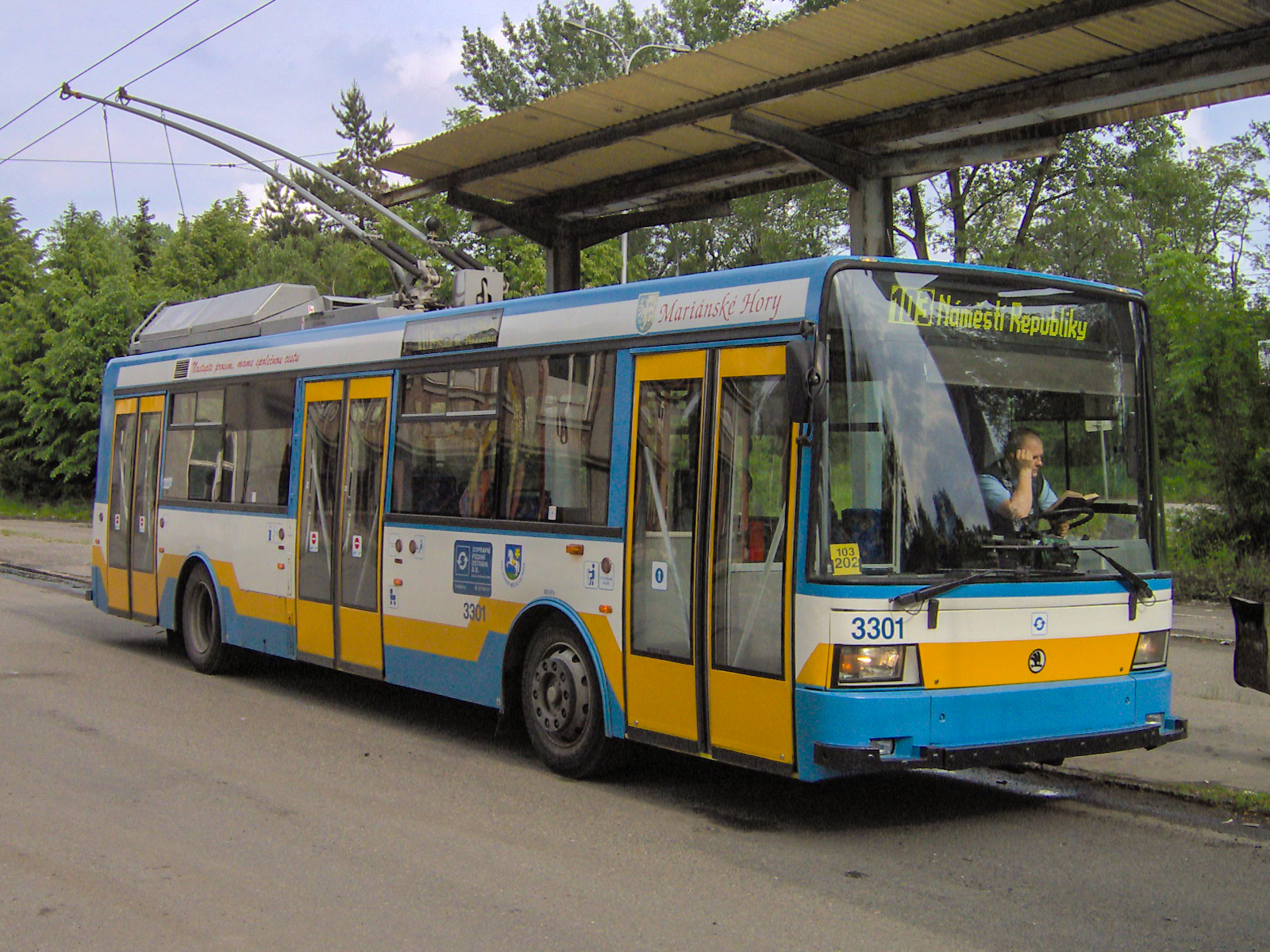
Trolejbus Škoda 21Tr na lince č. 103

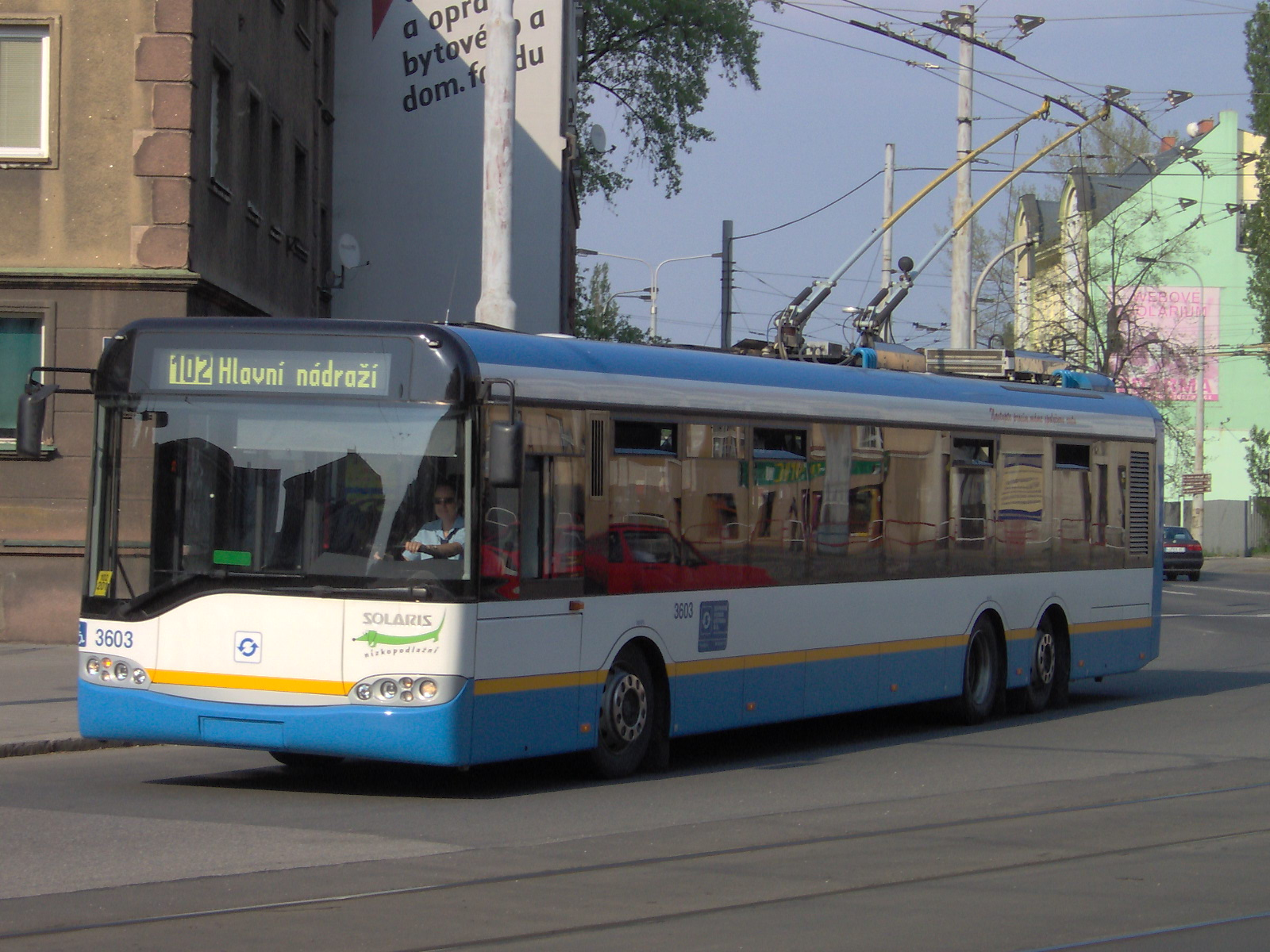
Trolejbus Solaris Trollino 15 na lince č. 102

Seznam trolejbusových linek v Ostravě zahrnuje všechny linky trolejbusové dopravy a jejich historický vývoj.
| Č.  | Trasa (trvalý bezvylukový stav)                   | Délka (v km)   | Provoz a poznámky |
| --- | ------------------------------------------------- | -------------- | --- |
| 101 | Hlavní nádraží – Hranečník (Radvanice,Ludvíkova)  | 5,619 (11,183) | Celotýdenní provoz (2 až 3 spoje za hodinu pokračují ze zastávky Hranečník do zastávky Radvanice,Ludvíkova, tento úsek je bez trolejové vedení) Brzké ranní spoje jsou zajišťovány autobusy. |
| 102 | Hlavní nádraží – Hulváky                          | 7,752          | Celotýdenní provoz |
| 103 | Koblov – Náměstí Republiky                        | 6,815          | Pracovní dny |
| 104 | Michálkovice – Náměstí Republiky                  | 8,297          | Celotýdenní provoz |
| 105 | Koblov – Karolina U Lávky                         | 7,727          | Celotýdenní provoz |
| 106 | Hlavní nádraží – Důl Heřmanice                    | 8,789          | Celotýdenní provoz (Úsek Bazaly – Všehrdův sad je bez trolejového vedení, na linku jsou vypravovány parciální trolejbusy)                                                                    |
| 107 | Hranečník – Sídliště Fifejdy – Hranečník          | 12,885         | Celotýdenní provoz (Linka je vedena okružně, ze zastávky Sídliště Fifejdy pokračuje zpět na Hranečník jinou trasou)                                                                          |
| 108 | Hlavní nádraží – Hulváky (přes Sídliště Muglinov) | 13,307         | Celotýdenní provoz |
| 109 | Hulváky – Důl Heřmanice                           | 11,640         | Pracovní dny (Není v provozu o prázdninách) |
| 111 | Hlavní nádraží – Michálkovice                     | 8,769          | Noční provoz |
| 112 | Hlavní nádraží – Hulváky (přes Sídliště Muglinov) | 13,247         | Noční provoz |
| 113 | Koblov – Michálkovice                             | 11,533         | Noční provoz, (úsek bez trolejového vedení v úseku Chrustova – Michálkovice, na této lince jsou vypraveny parciální trolejbusy).                                                             |

## Běžné linky a jejich historické trasy
Tyto změny vycházejí z veřejně dostupných zdrojů, uvedená data jsou pouze přibližná, ne vždy jde o datum změny trasy linky.

### Linka 101
| K datu     | Kompletní trasa včetně dobových názvů zastávek |
| ---------- | --- |
| 1.7.1974   | Hlavní nádraží – Muglinovská – Vozovna trolejbusů – Hornická poliklinika – Náměstí Říjnové revoluce – Obchodní dům Hutník – Gagarinovo náměstí – Most Pionýrů – Bazaly – Všehrdův sad – Jaklovecká – Důl Petr Bezruč – Heřmanická – ZOO – Na Najmanské – Jánská Dům Pionýrů – U Pumpy – Lékárna – Michálkovice smyčka                                  |
| 1.1.1986   | Hlavní nádraží – Ostravská – Muglinovská – Vozovna trolejbusů – Hornická poliklinika – KÚNZ – Náměstí Říjnové revoluce – Obchodní dům Hutník – Náměstí J. Gagarina – Kamenec – Bazaly – Všehrdův sad – Jaklovecká – Důl Petr Bezruč – Heřmanická – ZOO – Na Najmanské – Jánská Dům Pionýrů – U Pumpy – U Lékárny – Michálkovice smyčka                 |
| 1.9.2013   | Hlavní nádraží – Náměstí Svatopluka Čecha – Sad Boženy Němcové – Vozovna trolejbusů – Hornická poliklinika – Nová radnice – Most Miloše Sýkory – Náměstí J. Gagarina – Kamenec – Bazaly |
| 4.3.2018   | Hlavní nádraží – Náměstí Svatopluka Čecha – Sad Boženy Němcové – Vozovna trolejbusů – Hornická poliklinika – Nová radnice – Most Miloše Sýkory – Slezská Ostrava radnice* – Slezská Ostrava kostel* – Ústřední hřbitov* – Hranečník – U Švasty – U Káňů – LDN                                                                                          |
| 9.9.2019   | Hlavní nádraží – Náměstí Svatopluka Čecha – Sad Boženy Němcové – Vozovna trolejbusů – Hornická poliklinika – Nová radnice – Most Miloše Sýkory – Slezská Ostrava radnice* – Slezská Ostrava kostel* – Ústřední hřbitov* – Hranečník – U Švasty – U Káňů – LDN – Petřvald rozcestí – Kaple – Kamčatka – Míroděv – Ludvíkova                             |
| 15.12.2019 | Hlavní nádraží – Náměstí Svatopluka Čecha – Sad Boženy Němcové – Vozovna trolejbusů – Hornická poliklinika – Nová radnice – Most Miloše Sýkory – Slezská Ostrava,radnice* – Slezská Ostrava,kostel* – Ústřední hřbitov* – Hranečník – U Švasty – U Káňů – LDN – Petřvald,rozcestí – Petřvald,kaple – Petřvald,Kamčatka – Míroděv – Radvanice,Ludvíkova |

| Datum dokumentu | Změna                                                                  | Trasa                                               |
| --------------- | ---------------------------------------------------------------------- | --------------------------------------------------- |
| 1.7.1974        |                                                                        | Hlavní nádraží – Michálkovice smyčka (Michálkovice) |
| 1.9.2013        | Zkrácena                                                               | Hlavní nádraží – Bazaly                             |
| 28.2.2016       | Změna trasy                                                            | Hlavní nádraží – Hranečník                          |
| 4.3.2018        | Část spojů prodloužena na zastávku LDN.                                | Hlavní nádraží – Hranečník (LDN)                    |
| 2.9.2018        | Spoje jedoucí na zastávku LDN je prodloužena až na zastávku Ludvíkova. | Hlavní nádraží – Hranečník (Ludvíkova)              |

### Linka 102
| K datu    | Kompletní trasa včetně dobových názvů zastávek |
| --------- | --- |
| 1.7.1974  | Hlavní nádraží – Muglinovská – Vozovna – Hornická poliklinika – KÚNZ – Náměstí Říjnové revoluce – Revoluční – Zimní stadión – Náměstí Republiky |
| 1.1.1986  | Hlavní nádraží – Ostravská – Muglinovská – Vozovna – Hornická poliklinika – KÚNZ – Náměstí Říjnové revoluce – Revoluční – Zimní stadión – Pivovar – Prodloužená – Lechowiczova – Ahepjukova – Jiřího Trnky – Strmá – Švermova – Náprstkova – Zátiší                                             |
| 30.8.1999 | Hlavní nádraží – Náměstí Svatopluka Čecha – Sad Boženy Němcové – Vozovna trolejbusů – Hornická poliklinika – Nová radnice – Husův sad – Zimní stadion – Pivovar – Hornopolní – Lechowiczova – Ahepjukova – Jiřího Trnky – Strmá – Vršovců – Náprstkova – Sokola Tůmy – Hulváky                  |
| 8.5.2019  | Hlavní nádraží – Náměstí Svatopluka Čecha – Sad Boženy Němcové – Vozovna trolejbusů – Hornická poliklinika – Nová radnice – Husův sad – Konzervatoř – Českobratrská – Pivovar – Hornopolní – Lechowiczova – Ahepjukova – Jiřího Trnky – Strmá – Vršovců* – Náprstkova* – Sokola Tůmy* – Hulváky |

| Datum dokumentu | Změna       | Trasa                                 |
| --------------- | ----------- | ------------------------------------- |
| 1.7.1974        |             | Hlavní nádraží – Náměstí Republiky    |
| 1.5.1980        | Změna trasy | Hlavní nádraží – Zátiší (Sokola Tůmy) |
| 6.7.2015        | Prodloužena | Hlavní nádraží – Hulváky              |

### Linka 103
| K datu    | Kompletní trasa včetně dobových názvů zastávek |
| --------- | --- |
| 1.7.1974  | Hrušov smyčka – Koblovská – Důl Stachanov – Chemické závody – Bohumínská – Keramická – Muglinovská – Vozovna trolejbusů – Hornická poliklinika – KÚNZ – Náměstí Říjnové revoluce – Zimní stadión – Náměstí Republiky                                                                                 |
| 30.8.1999 | Důl Heřmanice – Na Liščině – Bohumínská – Keramická – Sad Boženy Němcové – Vozovna trolejbusů – Hornická poliklinika – Nová radnice – Husův sad – Zimní stadión – Náměstí Republiky |
| 13.6.2010 | Náměstí Republiky – Českobratrská – Konzervatoř – Husův sad – Nová radnice – Hornická poliklinika – Vozovna trolejbusů – Sad Boženy Němcové – Keramická – Bohumínská – Mexiko – Lávka – Kamenec – Nám J. Gagarina – Most Miloše Sýkory – Husův sad – Konzervatoř – Českobratrská – Náměstí Republiky |
| 9.9.2019  | Koblov – Riegrova* – Žižkova* – Hrušovské mosty* – Bohumínská – Keramická* – Sad Boženy Němcové – Vozovna trolejbusů – Hornická poliklinika – Nová radnice – Husův sad – Konzervatoř – Českobratrská – Náměstí Republiky                                                                             |

| Datum dokumentu | Změna       | Trasa                                                        |
| --------------- | ----------- | ------------------------------------------------------------ |
| 1.7.1974        |             | Hrušov smyčka – Náměstí Republiky                            |
| 1.9.1995        | Změna trasy | Důl Heřmanice – Náměstí Republiky                            |
| 13.6.2010       | Změna trasy | Náměstí Republiky – Náměstí Republiky (Linka vedena okružně) |
| 1.9.2013        | Změna trasy | Koblov – Náměstí Republiky                                   |

### Linka 104
| K datu    | Kompletní trasa včetně dobových názvů zastávek |
| --------- | --- |
| 1.7.1974  | Michálkovice smyčka – Lékárna – U Pumpy – Jánská Dům Pionýrů – Na Najmanské – ZOO – Heřmanická – Důl Petr Bezruč – Jaklovecká – Všehrdův sad – Stadion Bazaly – Most Pionýrů – Náměstí Říjnové revoluce – Revoluční – Zimní stadión – Náměstí Republiky |
| 30.8.1999 | Michálkovice – U Lékárny – U Pumpy – Na Jánské – Na Najmanské – ZOO – Heřmanická – Důl Petr Bezruč – Jaklovecká – Stadion Bazaly – Most Pionýrů – Husův sad – Zimní stadión – Náměstí Republiky                                                         |
| 9.9.2019  | Michálkovice – U Lékárny* – U Pumpy* – Na Jánské* – Na Najmanské* – ZOO – VŠ podnikání – Revírní bratrská pokladna – Jaklovecká* – Stadion Bazaly* – Most Pionýrů – Husův sad – Konzervatoř – Českobratrská – Náměstí Republiky                         |

| Datum dokumentu | Změna | Trasa                                                  |
| --------------- | ----- | ------------------------------------------------------ |
| 1.7.1974        |       | Náměstí Republiky – Michálkovice smyčka (Michálkovice) |

### Linka 105
| K datu    | Kompletní trasa včetně dobových názvů zastávek |
| --------- | --- |
| 1.7.1974  | Hrušov smyčka – Koblovská – Důl Stachanov – Chemické závody – Mexiko – Lávka – Kamenec – Most Pionýrů – Náměstí Říjnové revoluce – Revoluční – Zimní stadión – Náměstí Republiky |
| 3.9.2006  | Koblov – Riegrova – Žižkova – Hrušovské mosty – Mexiko – Lávka – Kamenec – Náměstí J.Gagarina – Most Miloše Sýkory – Husův sad – Zimní stadión – Náměstí Republiky |
| 13.6.2010 | Náměstí Republiky – Českobratrská – Konzervatoř – Husův sad – Most Miloše Sýkory – Náměstí J. Gagarina – Kamenec – Lávka – Mexiko – Bohumínská – Keramická – Sad Boženy Němcové – Vozovna trolejbusů – Hornická poliklinika – Nová radnice – Husův sad – Konzervatoř – Českobratrská – Náměstí Republiky |
| 9.9.2019  | Koblov – Riegrova* – Žižkova* – Hrušovské mosty* – Mexiko – Lávka* – Kamenec – Náměstí J. Gagarina – Most Miloše Sýkory – Husův sad – Konzervatoř – Stodolní železniční zastávka* – Karolina U Lávky |

| Datum dokumentu | Změna       | Trasa                                                        |
| --------------- | ----------- | ------------------------------------------------------------ |
| 1.7.1974        |             | Hrušov smyčka – Náměstí Republiky                            |
| 14.12.2003      | Změna trasy | Koblov – Náměstí Republiky                                   |
| 13.6.2010       | Změna trasy | Náměstí Republiky – Náměstí Republiky (Linka vedena okružně) |
| 1.9.2013        | Změna trasy | Koblov – Karolina U Lávky                                    |

### Linka 106
| K datu    | Kompletní trasa včetně dobových názvů zastávek |
| --------- | --- |
| 1.1.1986  | Důl Rudý Říjen – Parcelní – Dolina – Kolonie – Koněvova – Nová osada – Heřmanická – Důl Petr Bezruč – Jaklovecká – Stadion Bazaly – Bazaly – Kamenec – Náměstí J. Gagarina – Obchodní dům Hutník – Revoluční – Zimní stadión – Stanice záchranné služby – Dům vodohospodářů – Stadión odborářů – Jiřího Trnky – Strmá – Švermova – Náprstkova – Zátiší |
| 30.8.1999 | Důl Heřmanice – Parcelní – Dolina – Chrustova – Koněvova – Kepkova – Heřmanická – Důl Petr Bezruč – Jaklovecká – Stadion Bazaly – Náměstí J. Gagarina – Most Miloše Sýkory – Hornická poliklinika – Vozovna trolejbusů – Sad Boženy Němcové – Keramická – Bohumínská – Hrušovské mosty – Žižkova – Koblov                                              |
| 9.9.2019  | Důl Heřmanice – Parcelní* – Dolina* – Chrustova* – Koněvova* – Kepkova* – VŠ podnikání – Revírní bratrská pokladna – Všehrdův sad* – Bazaly – Kamenec – Náměstí J.Gagarina – Most Miloše Sýkory – Nová radnice – Hornická poliklinika – Vozovna trolejbusů – Sad Boženy Němcové – Náměstí Svatopluka Čecha – Hlavní nádraží                            |

| Datum dokumentu | Změna       | Trasa                                                 |
| --------------- | ----------- | ----------------------------------------------------- |
| 1.1.1983        |             | Zoo – Zátiší (Sokola Tůmy)                            |
| 10.4.1985       | Změna trasy | Důl Rudý Říjen (Důl Heřmanice) – Zátiší (Sokola Tůmy) |
| 30.8.1999       | Změna trasy | Důl Heřmanice – Koblov                                |
| 1.9.2016        | Změna trasy | Důl Heřmanice – Hlavní nádraží                        |

### Linka 107
| K datu     | Kompletní trasa včetně dobových názvů zastávek |
| ---------- | --- |
| 1.3.1988   | Bazaly - Kamenec - Náměstí J. Gagarina - Most Miloše Sýkory - Náměstí Říjnové revoluce - Revoluční - Zimní stadion - Náměstí Republiky |
| 30.8.1999  | Bazaly – Kamenec – Náměstí J.Gagarina – Most Miloše Sýkory – Husův sad – Zimní stadión – Stanice Záchranné služby – Dům vodohospodářů – Tiskárny – Sídliště Fifejdy – Ahepjukova – Lechowiczova – Hornopolní – Pivovar – Zimní stadión – Husův sad – Most Miloše Sýkory – Náměstí J.Gagarina – Kamenec – Bazaly |
| 9.9.2019   | Hranečník – Zvěřinská* – Ústřední hřbitov* – Slezská Ostrava kostel* – Slezská Ostrava radnice* – Most Miloše Sýkory – Husův sad – Konzervatoř – Českobratrská – Stanice Záchranné služby – Dům vodohospodářů – Futurum – Sídliště Fifejdy – Ahepjukova – Lechowiczova – Hornopolní – Pivovar – Českobratrská – Konzervatoř – Husův sad – Most Miloše Sýkory – Slezská Ostrava radnice* – Slezská Ostrava kostel* – Ústřední hřbitov* – Hranečník |
| 15.12.2019 | Hranečník – Zvěřinská* – Ústřední hřbitov* – Slezská Ostrava,kostel* – Slezská Ostrava,radnice* – Most Miloše Sýkory – Husův sad – Konzervatoř – Českobratrská – Stanice Záchranné služby – Dům vodohospodářů – Futurum – Sídliště Fifejdy – Ahepjukova – Lechowiczova – Hornopolní – Pivovar – Českobratrská – Konzervatoř – Husův sad – Most Miloše Sýkory – Slezská Ostrava,radnice* – Slezská Ostrava,kostel* – Ústřední hřbitov* – Hranečník |

| Datum dokumentu | Změna                       | Trasa                                        |
| --------------- | --------------------------- | -------------------------------------------- |
| 1.3.1988        |                             | Bazaly – Náměstí Republiky                   |
| 1.9.1989        | Změna trasy                 | Bazaly – Sokola Tůmy                         |
| 1.9.1995        | Změna trasy                 | Bazaly – Bazaly (Linka vedena okružně)       |
| 14.12.2008      | Zrušena                     |                                              |
| 28.2.2016       | Linka obnovena v jiné trase | Hranečník – Hranečník (Linka vedena okružně) |

### Linka 108
| K datu    | Kompletní trasa včetně dobových názvů zastávek |
| --------- | --- |
| 1.6.1994  | Hlavní nádraží - Náměstí Svatopluka Čecha - Sad Boženy Němcové - Vozovna trolejbusů - Hornická poliklinika - Nová radnice - Husův sad - Zimní stadion - Náměstí Republiky |
| 30.8.1999 | Hlavní nádraží – Náměstí Svatopluka Čecha – Sad Boženy Němcové – Keramická – Bohumínská – Betonářská – Hladnovská – Sídliště Muglinov – Gymnázium – Důl Petr Bezruč – Jaklovecká – Stadion Bazaly – Náměstí J. Gagarina – Most Miloše Sýkory – Husův sad – Zimní stadión – Stanice Záchranné služby – Dům vodohospodářů – Tiskárny – Sídliště Fifejdy – Jiřího Trnky – Strmá – Vršovců – Náprstkova – Sokola Tůmy                                          |
| 9.9.2019  | Hlavní nádraží – Náměstí Svatopluka Čecha – Sad Boženy Němcové – Keramická* – Bohumínská – Betonářská* – Hladnovská* – Sídliště Muglinov – Gymnázium – Revírní bratrská pokladna – Jaklovecká* – Stadion Bazaly* – Náměstí J. Gagarina – Most Miloše Sýkory – Husův sad – Konzervatoř – Českobratrská – Stanice Záchranné služby – Dům vodohospodářů – Futurum – Sídliště Fifejdy – Jiřího Trnky – Strmá – Vršovců* – Náprstkova* – Sokola Tůmy* – Hulváky |

| Datum dokumentu | Změna       | Trasa                              |
| --------------- | ----------- | ---------------------------------- |
| 1.6.1994        |             | Hlavní nádraží – Náměstí Republiky |
| 1.9.1995        | Změna trasy | Hlavní nádraží – Sokola Tůmy       |
| 6.7.2015        | Prodloužena | Hlavní nádraží – Hulváky           |

### Linka 109
| K datu    | Kompletní trasa včetně dobových názvů zastávek |
| --------- | --- |
| 30.8.1999 | Důl Heřmanice – Na Liščině – Betonářská – Hladnovská – Sídliště Muglinov – Gymnázium – Důl Petr Bezruč – Jaklovecká – Stadión Bazaly – Most Pionýrů – Husův sad – Zimní stadión – Pivovar – Hornopolní – Lechowiczova – Ahepjukova – Sídliště Fifejdy – Tiskárny – Dům vodohospodářů – Stanice záchranné služby – Zimní stadión – Husův sad – Most Pionýrů – Jaklovecká – Stadión Bazaly – Důl Petr Bezruč – Gymnázium – Sídliště Muglinov – Hladnovská – Betonářská – Na Liščině – Důl Heřmanice |
| 9.9.2019  | Důl Heřmanice – Na Liščině – Betonářská* – Hladnovská* – Sídliště Muglinov – Gymnázium – Revírní bratrská pokladna – Jaklovecká* – Stadión Bazaly* – Náměstí J.Gagarina – Most Miloše Sýkory – Husův sad – Konzervatoř – Českobratrská – Stanice záchranné služby – Dům vodohospodářů – Futurum – Sídliště Fifejdy – Jiřího Trnky – Strmá – Náprstkova* – Vršovců* – Sokola Tůmy* – Hulváky |

| Datum dokumentu | Změna       | Trasa                                                |
| --------------- | ----------- | ---------------------------------------------------- |
| 1.2.1997        |             | Důl Heřmanice – Důl Heřmanice (Linka vedena okružně) |
| 1.9.2013        | Změna trasy | Důl Heřmanice – Sokola Tůmy                          |
| 6.7.2015        | Prodloužena | Důl Heřmanice – Hulváky                              |

### Linka 110
| K datu    | Kompletní trasa včetně dobových názvů zastávek |
| --------- | --- |
| 30.8.1999 | Hlavní nádraží – Náměstí Svatopluka Čecha – Sad Boženy Němcové – Vozovna trolejbusů – Hornická poliklinika – Nová radnice – Husův sad – Zimní stadión – Náměstí Republiky          |
| 28.2.2016 | Hranečník – Ústřední hřbitov – Slezská Ostrava kostel – Slezská Ostrava radnice – Náměstí J. Gagarina – Most Pionýrů – Husův sad – Konzervatoř – Českobratrská – Náměstí Republiky |

| Datum dokumentu | Změna                 | Trasa                              |
| --------------- | --------------------- | ---------------------------------- |
| 30.5.1999       |                       | Důl Heřmanice – Náměstí Republiky  |
| 1.1.2001        | Změna trasy           | Hlavní nádraží – Náměstí Republiky |
| 2.9.2007        | Zrušena               |                                    |
| 28.2.2016       | Obnovena v jiné trase | Hranečník – Náměstí Republiky      |
| 4.3.2018        | Zrušena               |                                    |

### Linka 111
| K datu   | Kompletní trasa včetně dobových názvů zastávek |
| -------- | --- |
| 9.9.2019 | Hlavní nádraží – Náměstí Svatopluka Čecha – Sad Boženy Němcové – Vozovna trolejbusů – Hornická poliklinika – Nová radnice – Most Miloše Sýkory – Náměstí J. Gagarina – Stadión Bazaly* – Jaklovecká* – Revírní bratrská pokladna – Vysoká škola podnikání – ZOO – Na Najmanské* – Na Jánské* – U Pumpy* – U Lékárny* – Michálkovice |

| Datum dokumentu | Změna | Trasa                         |
| --------------- | ----- | ----------------------------- |
| 1.9.2013        |       | Hlavní nádraží – Michálkovice |

### Linka 112
| K datu   | Kompletní trasa včetně dobových názvů zastávek |
| -------- | --- |
| 9.9.2019 | Hlavní nádraží – Náměstí Svatopluka Čecha – Sad Boženy Němcové – Keramická* – Bohumínská – Betonářská* – Hladnovská* – Sídliště Muglinov – Gymnázium – Revírní bratrská pokladna – Jaklovecká* – Stadion Bazaly* – Náměstí J. Gagarina– Most Miloše Sýkory – Husův sad – Konzervatoř – Českobratrská – Pivovar – Hornopolní – Lechowiczova – Ahepjukova – Jiřího Trnky – Strmá – Vršovců* – Náprstkova* – Sokola Tůmy* – Hulváky |

| Datum dokumentu | Změna       | Trasa                        |
| --------------- | ----------- | ---------------------------- |
| 1.9.2013        |             | Hlavní nádraží – Sokola Tůmy |
| 6.7.2015        | Prodloužena | Hlavní nádraží – Hulváky     |

### Linka 113
| K datu   | Kompletní trasa včetně dobových názvů zastávek |
| -------- | --- |
| 9.9.2019 | Důl Heřmanice – Parcelní* – Dolina* – Chrustova* – Koněvova* – Kepkova* – VŠ podnikání – Revírní bratrská pokladna – Jaklovecká* – Stadion Bazaly* – Náměstí J.Gagarina – Most Miloše Sýkory – Hornická poliklinika – Vozovna trolejbusů – Sad Boženy Němcové – Keramická* – Bohumínská – Hrušovské mosty* – Žižkova* – Riegrova* – Koblov |

| Datum dokumentu | Změna | Trasa                  |
| --------------- | ----- | ---------------------- |
| 1.9.2013        |       | Koblov – Důl Heřmanice |